# Izz ad-Din al-Araki
Izz ad-Din al-Araki, arab. ‏عز الدين العراقي‎ (ur. 1 maja 1929 w Fezie, zm. 1 lutego 2010 w Rabacie) – polityk marokański, premier w latach 1986–1992.
Pochodził z ludów chamito-semickich. Studiował prawo na uniwersytecie w Paryżu. Po wieloletniej pracy w administracji państwowej doszedł do stanowiska ministra oświaty (1977), w 1986 został początkowo wicepremierem, a we wrześniu – premierem. Kierował pracami rządu do 1992. W latach 1997–2000 pełnił funkcję sekretarza generalnego Organizacji Konferencji Islamskiej.